# Кедоган Тауншип (округ Армстронг, Пенсільванія)
Кедоган Тауншип (англ. Cadogan Township) — селище (англ. township) в США, в окрузі Армстронг штату Пенсільванія. Населення — 345 осіб (2020).

## Демографія
Згідно з переписом 2010 року, у селищі мешкали 344 особи в 154 домогосподарствах у складі 99 родин. Було 167 помешкань
Расовий склад населення:
| - 99,7 % — білих |

До двох чи більше рас належало 0,0 %. Частка іспаномовних становила 0,3 % від усіх жителів.
За віковим діапазоном населення розподілялося таким чином: 15,7 % — особи молодші 18 років, 61,9 % — особи у віці 18—64 років, 22,4 % — особи у віці 65 років та старші. Медіана віку мешканця становила 46,2 року. На 100 осіб жіночої статі у селищі припадало 94,4 чоловіків;  на 100 жінок у віці від 18 років та старших — 90,8 чоловіків також старших 18 років.
Середній дохід на одне домашнє господарство  становив 51 901 долар США (медіана — 36 591), а середній дохід на одну сім'ю — 59 405 доларів (медіана — 39 792). За межею бідності перебувало 16,1 % осіб, у тому числі 40,0 % дітей у віці до 18 років та 7,2 % осіб у віці 65 років та старших.
Цивільне працевлаштоване населення становило 143 особи. Основні галузі зайнятості: виробництво — 22,4 %, освіта, охорона здоров'я та соціальна допомога — 21,7 %, науковці, спеціалісти, менеджери — 8,4 %, роздрібна торгівля — 7,7 %.